# Joseph Leidy
Joseph Leidy (Filadelfia, 9 settembre 1823 – Filadelfia, 30 aprile 1891) è stato un paleontologo statunitense di grande fama.
A tutti gli effetti, fu il primo studioso di dinosauri nel Nuovo Continente e scoprì i primi resti di dinosauri negli USA.

## La carriera
Figlio di un benestante cappellaio di origine tedesca, Leidy rimase orfano in giovanissima età ma nondimeno venne cresciuto secondo un'educazione esemplare; il suo interesse principale riguardava la natura, e il giovane Leidy passava gran parte del suo tempo libero esplorando campagne e boschi nei dintorni di Philadelphia. Laureatosi in medicina all'Università della Pennsylvania, provò la carriera medica senza troppa convinzione e decise poi di dedicarsi allo studio dell'anatomia. 
Nel 1848 Leidy abbandonò del tutto la professione medica e divenne egli stesso professore di anatomia all'Università della Pennsylvania. Si appassionò allo studio dei fossili e, dopo aver assunto la cattedra, dopo pochi anni divenne un noto paleontologo e un anatomista di spicco. Per primo ha descritto l'Equus excelsus, una varietà estinta di equus che aveva vissuto nel Nord America. I molteplici interessi di Leidy spaziavano dallo studio dei mammiferi a quello dei rettili, dalla classificazione delle chiocciole allo sviluppo di nuove discipline come la protozoologia e la parassitologia.
A causa di questa sua versatilità, Leidy divenne socio della Academy of Natural Sciences di Philadelphia, fino a diventarne presidente. Al contrario di molti altri scienziati dell'epoca, si trovò pienamente concorde con la teoria di Charles Darwin riguardante l’origine delle specie.
Muore nel 1891 e viene sepolto presso il Cimitero di West Laurel Hill a Bala Cynwyd, Pennsylvania.

## Leidy e i dinosauri
Alla fine del 1855 Leidy ricevette da parte di un raccoglitore di fossili alcuni denti rinvenuti in Montana in terreni risalenti al Cretaceo; l'anno successivo il paleontologo descrisse questi resti come Palaeoscincus, Troodon, Trachodon, Deinodon e Aublysodon. I primi due generi li considerò (erroneamente) appartenenti alle lucertole, mentre gli altri li ascrisse al gruppo dei dinosauri, trovando forme omologhe europee.
Due anni dopo, Leidy si trovò a descrivere il primo scheletro incompleto di dinosauro nordamericano, che denominò Hadrosaurus foulkii. Leidy suppose correttamente che questa creatura affine all’Iguanodon fosse un animale bipede: contrariamente a quanto ritenuto fino ad allora da tutti gli studiosi, quindi, Leidy si trovò a ipotizzare che alcuni dinosauri si spostavano su due zampe.